# أبناء الطيبة
فريق أبناء الطيبة (بـ العبرية: בני טייבה), هو فريق كرة قدم عربي، يلعب في الدوري الإسرائيلي لكرة القدم في الدرجة الثالثة، ويحمل اسم مدينة الطيبة (فلسطين) التي تقع في منطقة المثلث داخل خط أخضر (إسرائيل), تم إنشاؤه في العام 1990, على يد رئيس إدارة الفريق السابق، ولاعبه السابق، يوسف سبيت مصاروة، يلعب الفريق حالياً في دوري الدرجة الثالثة بلواء الشارون.
الملعب ألبيتي للفريق هو إستاد الملعب البلدي في مدينة الطيبة، والذي يقع في منطقة أبو الهوا في المدينة، ويتسع لحوالي 2500 متفرج.

## التاريخ
تأسس فريق «شمشون الطيبة» أو كما يعرف حالياً في وسائل الإعلام بـ «أبناء الطيبة», في العام 1990 بهدف إيجاد إطار رياضي يهتم باستيعاب أولئك اللاعبين المحليين من سكان الطيبة الذين تخرجوا من شبيبة فريق «هبوعيل وهيب الطيبة» ولم يحالفهم الحظ في الانخراط بفريق الكبار، نظراً لأن فريق الهبوعيل كان يلعب في تلك الفترة في الدرجة القطرية (الدرجة الثانية بالبلاد في ذلك الحين), وكانت المهمة صعبة على لاعبي الشبيبة متوسطي الأداء أن ينخرطوا في فريق الكبار، فبدلاً من أن يتوقفوا عن ممارسة كرة القدم بعد أن يتم رفضهم في فريق الكبار، كانوا ينتقلون بشكل أوتوماتيكي إلى فريق الشمشون الذي كان يلعب في الدرجة الثالثة.
اشرف على تدريب الفريق في بداية تأسيسه عدة مدربين من مدينة الطيبة منهم تحسين حاج يحيى، سليمان أبو رأس وإبراهيم أبو صبحة، وكان الفريق يتأرجح بين الدرجة الثانية والثالثة.
في العام 2003 تم تفكك فريق «هبوعيل وهيب الطيبة» بعد هبوطه إلى الدرجة الثانية، وفي نفس العام تم إضافة اسم «أبناء» إلى اسم فريق الشمشون ليصبح اسمه الكامل: «شمشون أبناء الطيبة».
وفي العام نفسه (2003) وفي حين كان يشرف على تدريبات الفريق المدرب تحسين حاج يحيى، نجح الفريق بإحراز 80 هدف في عام واحد ضمن الدرجة الثالثة، ولكن هؤلاء الـ80 هدف لم تسعف الفريق باحتلال الصدارة التي كانت من نصيب فريق بيتار كفار سابا، الذي سبق فريق أبناء الطيبة بنقطتين فقط (تم خصم النقطتين من رصيد الفريق من قبل الاتحاد العام لكرة القدم كعقاب بسبب تصرف غير رياضي), حيث أتى فريق أبناء الطيبة بالمرتبة الثانية، وكان أمر ارتقاء الفريق إلى الدرجة الثانية أمر شبه مستحيل، إذ أن الفريق احتاج إلى زوال 4 فرق في الدرجة الثانية ليأخذ مكانها... وحدثت المفاجأة إذ انه في العام 2003 تم اتحاد فريقين وتفكك ثلاث فرق في الدرجة الثانية، الأمر الذي كان كفيل لأبناء الطيبة للارتقاء إلى الدرجة الثانية.
لحظة من ذلك الموسم لا تنسى.. وهي الهدف الأسطوري الذي سجله لاعب الفريق شادي ربيع من مسافة 40 متر في شباك بيتار كفار سابا، بالمباراة التي انتهت بفوز أبناء الطيبة بهدفين لهدف.
يشار إلى أن الاتحاد العام لكرة القدم قد منح الفريق في ذلك الموسم فوزاً إداريا على بيتار كفار سابا في الأسبوع الأول للدوري أيضاً، بالنتيجة 2-0، بسبب عدم وصول لاعبي كفار سابا إلى المباراة.
بعد تفكك فريق الهبوعيل ترك لاعبي الفريق المحليين المدينة، وأصبحوا يلعبوا في الفرق العربية المجاورة للطيبة مثل هبوعيل جلجولية، هبوعيل أم الفحم، هبوعيل قلنسوة وهبوعيل أبناء اللد، وكل هذه الفرق كانت تلعب في الدرجة الأولى آنذاك.
مرّت سنتين (أي في العام 2005) على تفكك هبوعيل وهيب الطيبة، وتشرد لاعبي البلد منها، حيث دخلت الرياضة في مدينة الطيبة إلى دوّامة كبيرة، إلى أن نجح فريق أبناء الطيبة في إعادة شمل للاعبي البلد الذين تركوا الهبوعيل اثر تفككه، وأعادوهم ليلعبوا في الفريق الذي يمثل بلدتهم.
كان فريق أبناء الطيبة طوال هذه المدة التي لعب في الدرجة الثانية فريق قاع، إلى أن أعاد اللاعبين المحليين إلى صفوفه، ففاجأ الجميع في العام 2006 حين نافس بقوة على بطاقة الارتقاء إلى الدرجة الأولى، وليحتل المرتبة الثالثة مبتعداً نقطة واحدة عن المركز الثاني المؤدي إلى مباريات الاختبار، في المنافسة على الصعود إلى الدرجة الأولى.
وفي العام 2007 والـ 2008 أعاد الفريق منافسته على الارتقاء إلى الدرجة الأولى، ولكنه فشل في العامين واحتل المرتبة الرابعة.
في العام 2009 حقق الفريق انجازاً رائعاً حين صعد إلى الدرجة الأولى (الدرجة الثالثة في البلاد), في موسم رهيب فاز الفريق فيه 19 فوزاً متتالياً، ً وكان قريب جداً من مساواة الرقم القياسي القطري الذي حققه فريق كريات ملآخي، وهو الفوز في 20 مباراة متتالية، لكنهم تعادلوا في المباراة الـ20 في الديربي العربي أمام ن.ر. كفر قاسم.
بعد هذه المباراة بيْومان تلقّى جمهور الفريق ومدينة الطيبة عامةً خبر مفجع حين أعلن عن وفاة لاعب الفريق محمد مصاروة الملقّب بـ «البدوي», في حادث طرق وقع أثناء سفر إلى قرية كفر قرع في وادي عارة، في حين أصيب لاعب الفريق محمد ياسين في نفس الحادث.
أعاد هذا الحادث المأساوي الذاكرة لعشاق كرة القدم في الطيبة للاعب فريق هبوعيل الطيبة، وهيب جبارة، الذي توفي في مباراة فريقه أمام فريق بني يهودا تل-أبيب، في المباراة التي جرت على ستاد السلام في أم الفحم، في العام 1997.
وقد صعد الفريق في هذه السنة، لأول مرة في تاريخه إلى الدرجة الأولى، بعدما تغلب على فريق شيكون فاتيكيم رمات جان بهدف نظيف، سجله كابتن الفريق علاء عويضة، في المباراة التي جرت أحداثها على استاد فينتر في مدينة رمات غان.
العام 2010 كان العام الأكثر درامية في مشوار الفريق، إذ أن الفريق استبدل مدربيْن في عام واحد، وهما المدرب ريّان طه الذي صعد مع الفريق إلى الدرجة الأولى، والمدرب فيكتور جينيش الذي قاد فريق هشكما رمات حين في نفس العام (2010) إلى مباريات الاختبار المؤدية إلى الدرجة الممتازة، في حين عيّنت إدارة فريق أبناء الطيبة لاعب الفريق أورين موحرر مدرباً للفريق، لينجح لاحقاً بإبقاء الفريق في الدرجة الأولى.
عانى الفريق في أول موسم له في الدرجة الأولى من مشاكل صعبة في الإدارة والتخطيط من جهة، ومن شُحّ الميزانيات من جهة أخرى، فكانت النتيجة متوقّعة.. وهي احتلال الفريق المرتبة الـ13 في الترتيب العام (والتي تؤدي إلى مباريات الاختبار للمنافسة على البقاء في الدرجة الأولى), وذلك بفارق هدف واحد عن المرتبة الـ12 التي تمنح له البقاء بشكل فوري في الدرجة الأولى.
قابل فريق أبناء الطيبة فريق عيروني الرملة في مباراة الاختبار، وتغلب عليه بهدف يتيم سجله اللاعب محمد ياسين، وكانت المباراة على استاد «لفيتا» في مدينة كفار سابا.
بعد هذا العام وقضاء الفريقين سنتين في الدرجة الأولى، اشرف على تدريب الفريق في هذا الموسم حوالي 5 مدربين، اولهم كان: هشام الزعبي الذي لم يفتتح الموسم مع الفريق، مشاكل كثيرة لازمت الفريق في هذه الدرجة ادت إلى هبوطه بوقت مبكر وسط تخلي الجماهير عنه، في لحظة اليمة اصابت الشارع الرياضي في الطيبة.
في العام الذي يليه اصرت إدارة الفريق تسجيله في الدرجة الثانية على الرغم من قلة الحيلة وهروب اللاعبين منه، مشاكل مادية كثيرة عصفت بالفريق ادت إلى مقاطعة اللاعبين للتدريبات وأحيانا للمباريات، أدى ذلك إلى تجميد نشاطات الفريق عدة مرات ومن ثم تفككه قبل نهاية الدوري، كرة القدم استمرت بالطيبة بسبب وجود الفريق الموحد: شباب الطيبة.
حدث درامي آخر وقع بالفريق في بداية هذا العام، وهو وفاة لاعب الفريق نادر جمعة، متأثرا بجراح التي اصيب بها جراء حادث طرق وقع على شارع 444 المحاذي للمدينة من الناحية الشمالية، وذلك في اعقاب تعرضه لإصطدام مع سيارة خصوصية عندما كان يستقل دراجة نارية.
بعد ذلك العام اقيمت مفاوضات كبيرة من قبل عضو إدارة فريق شباب الطيبة محمد حاج يحيى بالتعاون مع رجلي الأعمال حيدر وأيمن حاج يحيى بشراء الفريق، وبالفعل تم ذلك.. ليتفق الطرفان على أن يبقى يوسف سبيت مديرا لقسم الشبيبة، ويستلم محمد حاج يحيى شؤون إدارة فريق الكبار، علما ان رجلي الأعمال المذكورين يعتبران داعمان ماليا ومعنويا للفريق.
حالياً يرأس إدارة الفريق محمد حاج يحيى.

## الملعب
في بداية تأسيس الفريق واجه الفريق مشاكل عديدة في قضية إيجاد ملعب بيتي، فكان عادة يستخدم الفريق الملاعب في القرى العربية المجاورة لاستضافة مبارياته البيتية، على الرغم من أن استاد الملعب البلدي في مدينة الطيبة كان قد جاهزا، ً لكن بلدية الطيبة في ذلك الوقت لم تسمح للفريق اللعب عليه بحجة انه كان يستخدم لفريق هبوعيل الطيبة، الفريق الذي كان يلعب في الدرجات العليا آنذاك.
فكان يضطر الفريق بإجراء مبارياته البيتية على ملاعب: جت (قرية)، قلنسوة والطيرة.
ولكن وفي العام 2004، وبعد تفكك هبوعيل وهيب الطيبة، وصعود الفريق إلى الدرجة الثانية، أصبح استاد الملعب البلدي في مدينة الطيبة هو الملعب ألبيتي للفريق بشكل رسمي.
فريق أبناء الطيبة حقق ارتقاء واحد فقط عبر هذا الإستاد، وهو ارتقاءه للدرجة الأولى في العام 2009.
بعد ارتقاء الفريق إلى الدرجة الأولى، وعد النائب في الـ كنيست الدكتور أحمد الطيبي، وهو ابن مدينة الطيبة، ببناء ملعب بجانب استاد ملعب الطيبة البلدي، ستوضع تحت تصرف الفرق الرياضية بالطيبة كملاعب تدريبية، كذلك وعد بالمباشرة بأعمال صيانة بالإستاد، وتكبير مسطح أرضيته، وبالفعل تم إخرج هذا المشروع إلى حيز التنفيذ بعد ضغط على اللجنة المعينة في البلدية وعلى مديرية الرياضة في وزارة الرياضة والثقافة وأيضا على وزارة المالية.
استاد ملعب الطيبة البلدي لا يخدم فريق أبناء الطيبة فحسب، وإنما يخدم أيضا الفريق الآخر بالطيبة وهو هبوعيل شباب الطيبة، وكان يعتبر بالماضي الملعب البيتي لعدة فرق عربية بالمنطقة مثل: ن.ر. كفر برا، لـ ن.ر. قلنسوة سابقاً.
تجدر الإشارة إلى أن الإستاد يتسع لحوالي 2500 متفرج، وقد تمت تملأته لأول مرة في مباراة فريق أبناء الطيبة الاحتفالية بصعود الفريق إلى الدرجة الأولى، أمام فريق هبوعيل رمات يسرائيل، في العام 2009.

## لاعبو الفريق
حراس مرمى: يانيف تباتسنيك، فادي عويضة.
الدفاع:محمد جابر، علاء عويضة (كابتن)، أيمن فضيلي، ياكير حوليان، مهند مصاروة، ايتاي اوحايون، يوسف ظاهر، حسن بلعوم، احمد ناصر محمد جابر، احمد حبيب، علاء عازم.
الوسط:مهند بلعوم، محمد مصاروة (طلال), محمد خطيب، سيّاف عازم، احمد مصاروة، محمد فضيلي، افيشاي سعدا، محمد احمد، أمير جبارة، وسام حاج يحيى، سلام مصاروة، نور عبد القادر.
الهجوم: ليرون فارتوك، محمد مصاروة، وسام سندياني، محمد شيخ يوسف، محمود أشقر.

## مدربو الفريق
| العام | الدرجة  | المدرب                                                         |
| ----- | ------- | -------------------------------------------------------------- |
| 1990  | الثالثة | سليمان أبو رأس                                                 |
| 1991  | الثالثة | سليمان أبو رأس                                                 |
| 1992  | الثالثة | غسان عبد القادر                                                |
| 1993  | الثالثة | إبراهيم أبو صبحة                                               |
| 1994  | الثالثة | سليمان أبو رأس                                                 |
| 1995  | الثالثة | إبراهيم أبو صبحة                                               |
| 1996  | الثالثة | إبراهيم أبو صبحة                                               |
| 1997  | الثالثة | سليمان أبو رأس                                                 |
| 1998  | الثالثة | سليمان أبو رأس                                                 |
| 1999  | الثالثة | سليمان أبو رأس                                                 |
| 2000  | الثالثة | إبراهيم أبو صبحة                                               |
| 2001  | الثانية | تحسين حاج يحيى                                                 |
| 2002  | الثالثة | سليمان أبو رأس                                                 |
| 2003  | الثالثة | تحسين حاج يحيى، إبراهيم أبو صبحة                               |
| 2004  | الثانية | إبراهيم أبو صبحة، سليمان أبو رأس                               |
| 2005  | الثانية | سليمان أبو رأس                                                 |
| 2006  | الثانية | سليمان أبو رأس                                                 |
| 2007  | الثانية | محمود عمشة                                                     |
| 2008  | الثانية | محمود عمشة                                                     |
| 2009  | الثانية | ريّان طـه                                                       |
| 2010  | الأولى  | ريّان طـه، فيكتور جينيش، اورين موحرر                            |
| 2011  | الأولى  | هشام الزعبي، يوسي ايتاح، رامي ظاهر، محمود عمشة، تحسين حاج يحيى |
| 2012  | الثانية | إبراهيم أبو رقيّق، غسان عبد القادر، تحسين حاج يحيى              |
| 2013  | الثانية | تحسين حاج يحيى                                                 |

## هدّافو الفريق
| العام | الدرجة  | الهدّاف               |
| ----- | ------- | -------------------- |
| 2006  | الثانية | محمد ياسين- 15 هدف   |
| 2007  | الثانية | محمد ياسين- 12 هدف   |
| 2008  | الثانية | احمد العارف- 12 هدف  |
| 2009  | الثانية | اورين موحرر- 22 هدف  |
| 2010  | الأولى  | محمد مصاروة- 8 اهداف |
| 2011  | الأولى  | علاء ربيع- 5 اهداف   |
| 2012  | الثانية | علاء عويضة- 3 اهداف  |

## معلومات إضافية
أكبر خسارة: 7-1, أمام عيروني بات يام، في الدرجة الثانية، عام 2005.
أكبر فوز: 9-0, أمام آسي حولون، في الدرجة الثانية، عام 2006.
أسوأ مرتبة: المرتبة 9, في الدرجة الثالثة، عام 1993.
هدّاف الفريق في جميع السنوات: غير متوفر.